# Viktor Komissarzjevskij
Viktor Komissarzjevskij (russisk: Виктор Григорьевич Комиссаржевский) (født 7. november 1912 i Moskva i det Russiske Kejserrige, død 17. maj 1981 i Moskva i Sovjetunionen) var en sovjetisk filminstruktør.

## Filmografi
- Znakomtes, Balujev! (Знакомьтесь, Балуев!, 1963)[1][2]